# Werner Lippert
Werner Lippert (* 31. Dezember 1950 in Mönchengladbach) ist ein deutscher Kunsthistoriker und Kommunikationsexperte.

## Biografie
Nach einem Studium der Medizin und Kunstgeschichte in Aachen und Bonn, arbeitete er als Kunstkritiker und Ausstellungsmacher. Werner Lippert gab ab 1974 die Zeitschrift EXTRA heraus. Ab 1977 war er als Texter, Creative Director bei Team/BBDO, McCann, Markenplan und als Geschäftsführer der TBWA-Düsseldorf tätig. 1987 erfolgte die Gründung einer eigenen Werbeagentur in Düsseldorf („Lippert Wilkens Partner“). Zu den Kunden zählten Firmen wie 3M, WASO Verlag, Burda Verlag und andere. Zu den großen Erfolgen zählt u. a. die Einführung der Zeitschrift FOCUS. Hier kreierte Werner Lippert mit „Info-Elite“ den Begriff für eine neue Zielgruppe. Mit Ettore Sottsass schuf er für die Präsentationen von Focus ein „global village“.
Von 1995 bis 1997 war Lippert Vorsitzender des Kunstvereins in Düsseldorf. Seit April 1996 ist er zusammen mit Petra Wenzel geschäftsführender Gesellschafter von „Projects Corporate Culture Consultants GmbH“, die Firmen und Institutionen bei der Umsetzung von Unternehmenskultur- und Kommunikationsprojekten berät. Projekte und Kunden waren unter anderem: Sponsoring Hugo Boss / Guggenheim Museum, DaimlerChrysler, Münchener Rück, Deutsche Bank, HypoVereinsbank und Financial Times Deutschland. Marketing und PR wurde organisiert für die Quadriennale 2010 der Stadt Düsseldorf, u. a. sowie Ausstellungsprojekte wie den EXPO-Auftritt des Burda Verlags 2000 oder den zentralen Part der Ausstellung „Entry – Neue Welten des Design“ auf Zeche Zollverein Essen, 2006 (zusammen mit Peter Wippermann). Lippert und Wenzel betreuten mehrere Jahre lang das erste globale Kunst-Sponsoringprojekt zwischen der Hugo Boss AG und dem Solomon R. Guggenheim Museum und entwickelten dabei unter anderem Merchandising und Shop-Projekte mit Laurie Anderson u. a.
Von 1998 bis 2013 leiteten Petra Wenzel und er das Ausstellungsmanagement des NRW-Forum Düsseldorf mit Ausstellungen zu Herb Ritts, Peter Lindbergh, Anton Corbijn, Alexander McQueen, Vivienne Westwood, Bruce Nauman etc. Das NRW-Forum wurde 2011 mit der Medici-Nadel für seine innovativen Inszenierungen und das beste institutionelle Gesamtkonzept ausgezeichnet. Lippert ist Autor zahlreicher Fachbücher zu Themen aus Kunst, Kunstsponsoring und Werbung und Gründungs-Herausgeber des „Annual Multimedia“. Er wurde 2009 vom Wirtschaftsministerium Nordrhein-Westfalen zum Clustermanager für die Kultur- und Kreativwirtschaft berufen.

## Schriften (Auswahl)

### Bücher
- Werner Lippert: Ausschnitt. Texte zu Peter Roehr, Hans-Peter Feldmann, Gilberto Zorrio, Robert Smithson, Giuseppe Penone, David Askevold, Walter De Maria, Salvo. AQ-Verlag, Dudweiler 1984, ISBN 978-3-922441-29-8.
- Werner Lippert, Hans-Peter Feldmann: Das Museum im Kopf. Verlag der Buchhandlung Walther König, Köln 1989, ISBN 3-88375-117-0.
- Werner Lippert (Hrsg.): Corporate Collecting: Manager – die neuen Medici? ECON Verlag, Düsseldorf 1990, ISBN 3-430-16121-5.
- Werner Lippert: Jahresring 37 – Präsentation und Repräsentation: Über das Ausstellbare und die Ausstellbarkeit. Herausgegeben im Auftrag des BDI, Verlag Silke Schreiber, München 1990
- Joachim Kellner, Werner Lippert (Hrsg.): Werbefiguren – Geschöpfe der Warenwelt. ECON Verlag, Düsseldorf 1992, ISBN 3-430-15311-5.
- Werner Lippert: Lexikon der Werbebegriffe. ECON Verlag, Düsseldorf 1992, ISBN 3-612-21223-0.
- Philip Glass – Orphée: The Making of an Opera. Verlag n. n. edition, Düsseldorf 1993, ISBN 3-930058-01-4.
- Joachim Kellner (Hrsg.): 50 Jahre Werbung in Deutschland : 1945 bis 1995. Verlag Westermann Kommunikation, Ingelheim 1995, ISBN 3-928710-29-X.
- Annual Multimedia (Hrsg.), Metropolitan Verlag, Düsseldorf 1996 und folgende[1]
- Future Office (Hrsg.), Metropolitan Verlag, Düsseldorf 1998
- Entry Paradise – Neue Welten des Design (Hrsg. mit Gerhard Seltmann), Birkhäuser, Basel 2006

### Zeitschriften
EXTRA – Ein Kunstmagazin, Köln
- Nr. 1, 1974
- Nr. 2, 1974
- Nr. 3, 1975
- Nr. 4, 1975
- Nr. 5, 1975

Herausgeber von AQ 17 – eine Bilderschau, Dudweiler 1980